# Willy Cohn

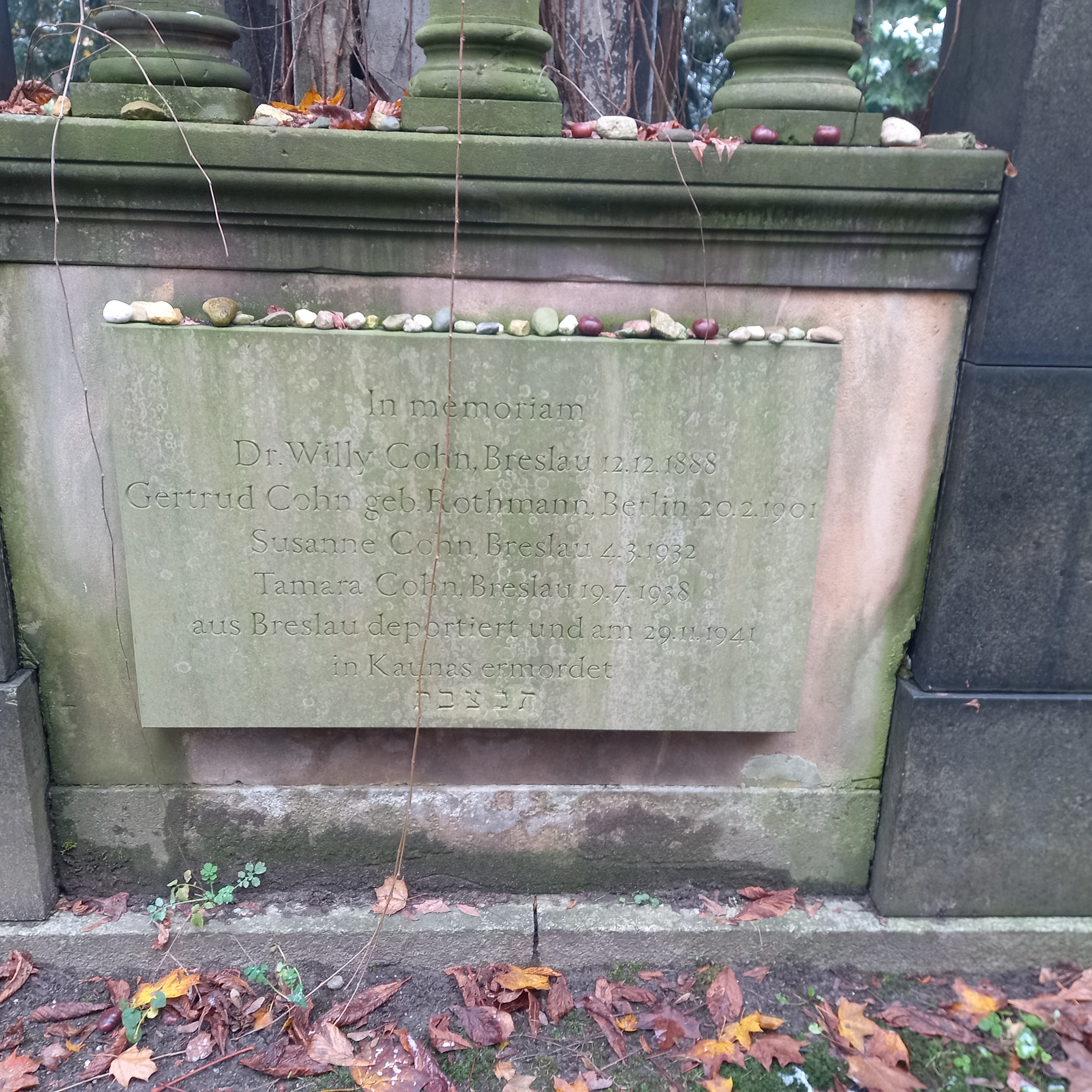
Gedenkstein für Willy Cohn, seine Ehefrau Gertrud, geborene Rothmann, und die Töchter Susanne und Tamara am Familiengrab auf dem Alten Jüdischen Friedhof in Breslau

Willy Cohn (geboren 12. Dezember 1888 in Breslau; gestorben am 29. November 1941 in Kaunas) war ein deutscher Historiker und Lehrer.

## Leben

### Bis 1933
Willy Cohn stammte aus einer wohlhabenden jüdischen Breslauer Kaufmannsfamilie. Er studierte ab 1906 Geschichtswissenschaft in Breslau und Heidelberg und schloss das Studium 1909 mit einer 1910 in Breslau veröffentlichten Dissertation über die normannisch-sizilische Flotte ab. Cohn machte das Staatsexamen für das höhere Lehreramt, obwohl er eine akademische Laufbahn an der Universität Breslau anstrebte; den Plan konnte er wegen Vorbehalten gegenüber jüdischen Wissenschaftlern nicht umsetzen. Auch Bemühungen, eine Professur an der neuen pädagogischen Hochschule zu erhalten, blieben erfolglos. So wurde Cohn 1919 Lehrer am Johannesgymnasium Breslau. Er war ein guter Lehrer und bei seinen Schülern beliebt. Einer seiner Schüler war der Historiker Walter Laqueur, der 1996 auf den Chronisten Cohn aufmerksam machte. Cohn war im Ersten Weltkrieg Soldat und wurde mit dem Eisernen Kreuz ausgezeichnet. 1933 wurde er wegen seines jüdischen Glaubens und seiner Mitgliedschaft in der SPD nach 25 Jahren Schuldienst von den Nationalsozialisten zwangspensioniert.

### In der Zeit des Nationalsozialismus
Trotz zunehmender Repressalien versuchte Cohn, der sich weiterhin Deutschland verbunden fühlte, zum Beginn des Nationalsozialismus mit seiner zweiten Ehefrau Gertrud, geb. Rothmann, und zwei Töchtern in Breslau (zwei Kinder aus erster Ehe und ein Kind aus der zweiten Ehe emigrierten bis 1940) zu bleiben und dokumentierte in seinen Tagebüchern das Leben im Nationalsozialismus und damit den Untergang seiner Familie und der jüdischen Gemeinde von Breslau, der seinerzeit drittgrößten im Deutschen Reich. Als die Verfolgung der Juden in Deutschland schlimmer wurde, dachten die Cohns über eine Emigration nach. 1937 unternahmen seine Frau und er eine Reise nach Palästina. Es fand sich allerdings in Palästina keine Arbeitsmöglichkeit für Cohn, der für körperlich harte Arbeit nicht gesund genug war. Der Kibbuz, dem Cohn gerne beigetreten wäre, lehnte die Aufnahme der Cohns ab. Da Cohns Frau überdies von den Verhältnissen in Palästina überhaupt nicht angetan war, verwarf das Ehepaar die Emigrationspläne. Auf Weisung der Reichsregierung musste er den biblischen Zweitvornamen Israel annehmen. Als sie 1938 nach der Reichspogromnacht flüchten wollten, war es zu spät; nach Ausbruch des Zweiten Weltkrieges ließen die Nationalsozialisten weitere Emigrationen nicht mehr zu. Nun waren die Cohns gezwungen, die nationalsozialistische Schreckensherrschaft in Breslau zu überstehen.
 Schließlich wurde die Familie am 21. November 1941 festgenommen und nach Kaunas in das besetzte Litauen deportiert. Nur wenige Tage später, am 29. November, wurden Willy Cohn, seine Ehefrau Gertrud (geb. 1901) und die beiden Töchter Susanne (geb. 1932) und Tamara (geb. 1938) im IX. Fort zusammen mit 2000 Juden aus Breslau und Wien erschossen.

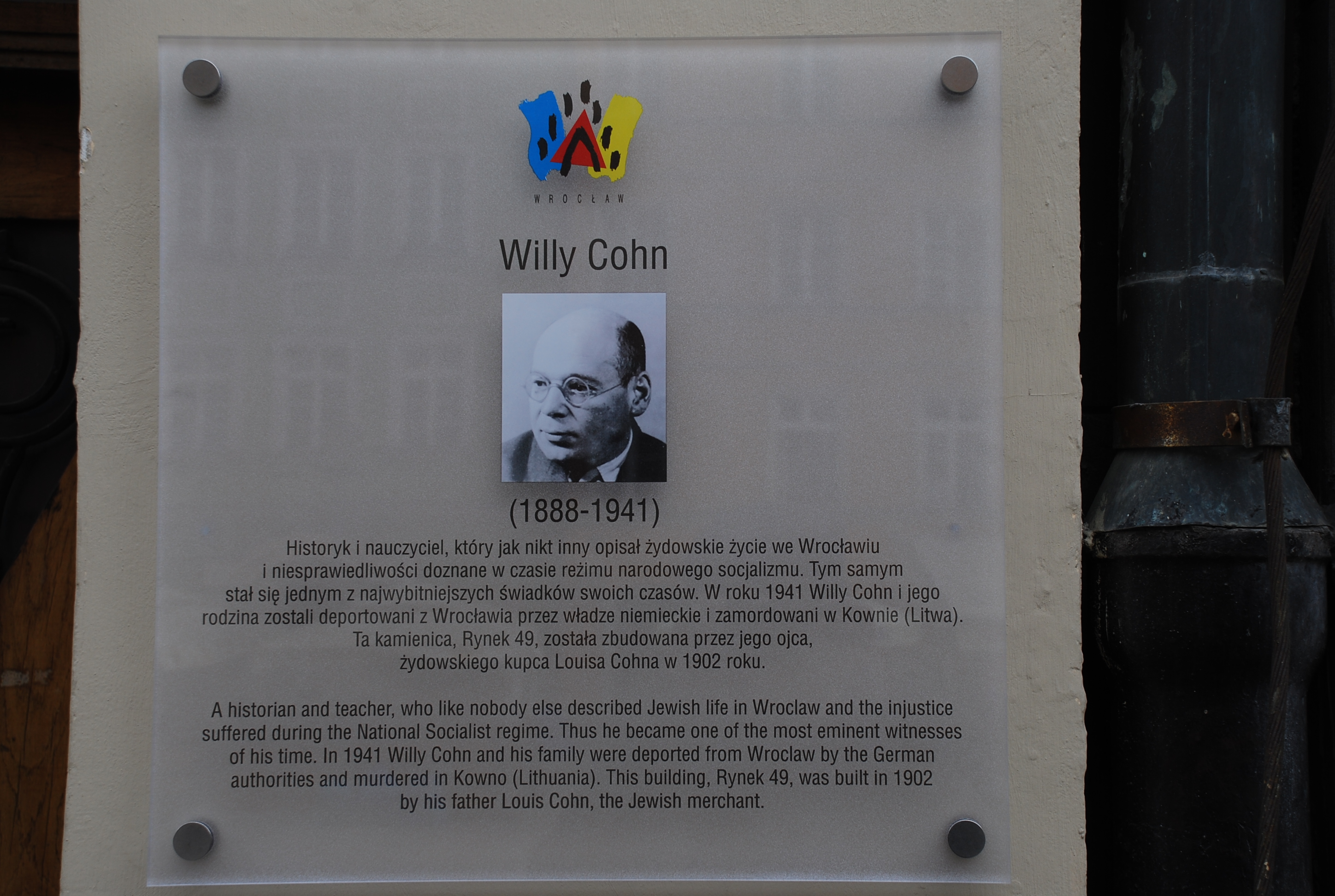
Willy-Cohn-Plakette am Rynek in Breslau

Cohns Tagebücher sind heute in den „Central Archives for the History of the Jewish People“ in Jerusalem archiviert und wurden als Zeitzeugnis jüdischer Geschichte im Dezember 2006 erstmals veröffentlicht.
Cohn gilt neben Victor Klemperer als einer der wichtigsten Chronisten der Verbrechen der Nationalsozialisten an der jüdischen Bevölkerung, vor allem aber auch des jüdischen Alltags in Deutschland nach 1933 unter den Bedingungen schrittweise zunehmender wirtschaftlicher, sozialer und kultureller Unterdrückung. 2010 wurde zu seinem Gedenken am Großen Ring in Breslau eine Gedenkplakette enthüllt.

## Wissenschaftliche Arbeitsgebiete
Willy Cohn beschäftigte sich als Historiker hauptsächlich mit dem Mittelalter und veröffentlichte wichtige Beiträge zur Geschichte des hohenstaufischen Kaiserreichs in Sizilien (12./13. Jahrhundert) sowie der Juden im Mittelalter. Darüber hinaus veröffentlichte er kurze Biographien verschiedener Gründergestalten der deutschen Sozialdemokratie sowie von Karl Marx und Friedrich Engels.

## Werke (Auswahl)
- „Kein Recht, nirgends.“ Tagebuch vom Untergang des Breslauer Judentums 1933–1941 (= Neue Forschungen zur schlesischen Geschichte. Band 13, 1–2). Herausgegeben von Norbert Conrads. 2 Bände. Böhlau, Köln u. a. 2006, ISBN 3-412-32905-3.
  - Auszug: „Kein Recht – nirgends“. Breslauer Tagebücher 1933–1941. Eine Auswahl (= Bundeszentrale für Politische Bildung. Schriftenreihe. Band 768). Herausgegeben von Norbert Conrads. Bundeszentrale für politische Bildung, Bonn 2009, ISBN 978-3-89331-945-9.
  - Auszug: „Kein Recht – nirgends“. Breslauer Tagebücher 1933–1941. Eine Auswahl. Herausgegeben von Norbert Conrads. Böhlau, Köln u. a. 2008, ISBN 978-3-412-20139-5.
  - Als Jude in Breslau, 1941. (Aus den Tagebüchern von Willy Israel Cohn). Herausgegeben von Joseph Walk. Attali Print-Office, Jerusalem 1975 (2. Auflage. Bleicher, Gerlingen 1984, ISBN 3-88350-011-9).
- Verwehte Spuren. Erinnerungen an das Breslauer Judentum vor seinem Untergang (= Neue Forschungen zur schlesischen Geschichte. Band 3). Böhlau, Köln u. a. 1995, ISBN 3-412-10394-2.
- Die Geschichte der sizilischen Flotte. 1060–1266. Vereinigter Neudruck dreier Abhandlungen aus den Jahren 1910–1926 mit Anhang: Die Basler Konzilsflotte des Jahres 1437. Die Bedeutung der Seemacht in der Geschichte. Scientia, Aalen 1978, ISBN 3-511-00859-X.
- Die Basler Konzilsflotte des Jahres 1437. In: Basler Zeitschrift für Geschichte und Altertumskunde, Bd. 12, 1913, S. 16–52. (Digitalisat)
- Juden und Staufer in Unteritalien und Sizilien. Aufsätze zur Geschichte der Juden im Mittelalter, über ihr Verhältnis zu den Stauferkaisern und den Königen von Sizilien, sowie zur allgemeinen Staufergeschichte. Eine Sammlung verstreut erschienener Schriften aus den Jahren 1919–1936. Scientia, Aalen 1978, ISBN 3-511-09060-1.
- Hermann von Salza (= Abhandlungen der Schlesischen Gesellschaft für Vaterländische Cultur. Geisteswissenschaftliche Reihe, Band 4, ZDB-ID 501806-7). M. & H. Marcus, Breslau 1930 (Neudruck. Mit Anhang: Hat Hermann von Salza das Deutschordensland betreten? Scientia-Verlag, Aalen 1978, ISBN 3-511-00860-3).
- Kaiser Friedrich II. (= Teubners Quellensammlung für den Geschichtsunterricht. 4. Reihe, Band 14, ZDB-ID 1107813-3). B. G. Teubner, Leipzig u. a. 1930.
- Wilhelm Liebknecht. Ein Lebensbild. Der Jugend erzählt. Volkswacht-Buchhandlung, Breslau 1930.
- Die Geschichte der Juden in Schlesien. In Erwin Hintze: Das Judentum in der Geschichte Schlesiens. Katalog der vom Verein „Jüdisches Museum Breslau“ in den Räumen des Schlesischen Museums für Kunstgewerbe und Altertümer veranstalteten Ausstellung. Breslau 1929.
- Ein Lebensbild von August Bebel. Der Jugend erzählt. Volkswacht-Buchhandlung, Breslau 1927.
- Capistrano, ein Breslauer Judenfeind in der Mönchskutte. In: Menorah. Jüdisches Familienblatt für Wissenschaft, Kunst und Literatur. Jg. 4, Nr. 5, Mai 1926, ZDB-ID 529344-3, S. 262–265. Abhandlung über die Durchführung eines pogromhaften Prozesses durch den Wanderprediger und Judenverfolger Johannes Capistranus gegen die Juden von Breslau im Jahre 1543, bei dem 42 Menschen zu Tode kamen und alle ca. 300 Juden aus Breslau vertrieben wurde. Grund für die Anklage war ein erfundenes Verbrechen, ein Hostienfrevel. 1690 wurde Capistranus heiliggesprochen und ist es noch heute (2014).
- Die Geschichte der sizilischen Flotte unter der Regierung Friedrichs II. (1197–1250). Priebatsch, Breslau 1926 (Neudruck in: Die Geschichte der sizilischen Flotte. 1060–1266. 1978).
- Das Zeitalter der Hohenstaufen in Sizilien. Ein Beitrag zur Entstehung des modernen Beamtenstaates (= Untersuchungen zur deutschen Staats- und Rechts-Geschichte. Heft 134, ISSN 0083-4572). Marcus, Breslau 1925 (2. Neudruck. Scientia-Verlag, Aalen 1995, ISBN 3-511-04134-1).
- Ein Lebensbild von Friedrich Engels. Der Jugend erzählt. Volkswacht-Buchhandlung, Breslau 1925
- Ein Lebensbild von Robert Owen. Der Jugend erzählt. Volkswacht-Buchhandlung, Breslau 1924
- Ein Lebensbild von Karl Marx. Der Jugend erzählt. Volkswacht-Buchhandlung, Breslau 1923.
- Ein Lebensbild Ferdinand Lassalles. Der Jugend erzählt. J. H. W. Dietz Nachf., Stuttgart 1921.
- Das Zeitalter der Normannen in Sizilien (= Bücherei der Kultur und Geschichte. Band 6, ZDB-ID 541504-4). Schröder, Bonn u. a. 1920.
- Die Geschichte der sizilischen Flotte unter der Regierung Konrads IV. und Manfreds. (1250–1266) (= Abhandlungen zur Verkehrs- und Seegeschichte, Band 9). Curtius, Berlin 1920, ZDB-ID 501643-5), Textarchiv – Internet Archive (Neudruck. Scientia-Verlag, Aalen 1978, ISBN 3-511-03739-5).
- Die Geschichte der normannisch-sicilischen Flotte unter der Regierung Rogers I. und Rogers II. (1060–1154) (= Historische Untersuchungen. Heft 1, ZDB-ID 500550-4). Marcus, Breslau 1910 (Neudruck in: Die Geschichte der sizilischen Flotte. 1060–1266. 1978).